# Gigia obliqua
Gigia obliqua là một loài bướm đêm trong họ Noctuidae.